# Pedofilia
La parola pedofilia, termine derivante dal tema greco παῖς (bambino) e φιλία (amicizia, affetto ma anche amore), indica una parafilia che si manifesta con azioni, ricorrenti impulsi e fantasie erotiche che implicano attività sessuali con bambini prepuberi. È una cronofilia. Per esempio, l'attrazione verso neonati si chiama infantofilia, identificabile come una forma aggravata di pedofilia. Poi c'è la gerontofilia, ovvero l'attrazione degli individui più giovani verso le persone anziane. Per individui preadolescenti o appena adolescenti e individui adolescenti medio-tardi si parla invece rispettivamente di ebefilia o efebofilia (quest'ultima non classificata come una parafilia o una diagnosi psichiatrica, in quanto denota l'attrazione verso individui sessualmente maturi, benché i rapporti tra legalmente adulti e minori dell'età del consenso siano vietati in base agli ordinamenti giuridici).

## Significato
- In ambito psicopatologico la pedofilia è considerata una devianza (parafilia), tale condizione è considerata come un disturbo parafilico denominato "disturbo pedofilico". La manifestazione avviene tramite fantasie sessualmente eccitanti o impulsi o comportamenti (per un periodo di almeno 6 mesi) che coinvolgono in attività sessuali un individuo in età prepuberale (generalmente di 13 anni o più giovane, dipende dal sesso di suddetto individuo), l'individuo che manifesta ciò deve avere almeno un'età di 16 anni e deve essere almeno di 5 anni più grande dell'individuo più giovane[16] (sono esclusi gli individui in tarda adolescenza coinvolti in una relazione con un individuo di 12-13 anni).[17]
- Nell'accezione comune, al di fuori dall'ambito psicopatologico, talvolta il termine pedofilia si discosta dal significato letterale e viene utilizzato per indicare quegli individui che commettono abusi sessuali su di un bambino o che commettono reati legati alla pedopornografia (quali ad esempio il possesso o la condivisione). Altre volte, forse più comunemente, il termine viene erroneamente usato nel linguaggio comune per indicare qualsiasi attrazione o relazione sessuale o sentimentale verso qualunque individuo sotto l'età del consenso o addirittura sotto la maggiore età legali (indipendentemente da quanto queste ultime due siano alte o basse). Questa falsa credenza viene perpetuata soprattutto dall'intrattenimento come film e serie televisive di produzione Californiana, dove l'età del consenso coincide con la maggiore età della California (che è attualmente 18 anni). Ci sono anche situazioni in cui il termine viene usato impropriamente per riferirsi a relazioni in cui la persona più giovane è legalmente maggiorenne/adulta o comunque legale, ma è considerata troppo giovane rispetto al partner più anziano, oppure il partner più anziano occupa una posizione di autorità o di potere nei confronti del/della partner più giovane.[18] Questo uso del termine è inesatto e può generare confusione, se non addirittura fraintendimenti di natura legale.[2][19][20][21][22][23] In psicopatologia e in criminologia vengono distinti i pedofili da coloro che abusano sessualmente i bambini (child molester), essendo categorie che possono sovrapporsi ma che non sono interscambiabili.[24][25][26] Vi sono infatti soggetti pedofili che non attuano condotte illecite, come si hanno casi di abusi su bambini compiuti da individui non affetti da pedofilia.[27]

## Analisi del fenomeno
Reati di pedofilia, sia maschile che femminile, si sono verificati in tutti i luoghi dove sono presenti bambini: famiglie (nel qual caso potrebbe trattarsi di incesto), centri religiosi (seminari, oratori), scuole d'infanzia, associazioni giovanili (negli Stati Uniti d'America i boy-scout), in casa da parte di un/una baby sitter.
Nel maggio 2007 tutti i media hanno parlato ripetutamente di notizie su reati commessi da membri del clero, sulla base del fatto che oltre 4000 sacerdoti sono stati accusati di abuso di minori negli USA e in Canada. Si tratta però del numero totale delle accuse raccolte in un arco di 50 anni e comprende non solo i casi di pedofilia in senso stretto, ma anche i rapporti con adolescenti minori della maggiore età (quindi anche individui relativamente legali, dipende dallo Stato e dall'approccio) e altri minori di 16 anni (l'età del consenso media in Nord America). Sino a oggi le condanne per pedofilia hanno riguardato 40 casi su 4000. Nel giugno 2009 il cardinale Cláudio Hummes, Prefetto della Congregazione per il Clero, ha dichiarato al settimanale cattolico spagnolo Vida Nueva che «i casi di pedofilia a volte non arrivano nemmeno al 4% dei sacerdoti». Questa dichiarazione rettifica una precedente intervista dello stesso cardinale Hummes del 5 gennaio 2008 all'Osservatore Romano in cui dichiarava che tra i sacerdoti «neppure l'1% ha a che fare con problemi di condotta morale e sessuale».
Nel settembre del 2009 l'arcivescovo Silvano Tomasi, osservatore permanente della Santa Sede all'ONU di Ginevra, in una dichiarazione emessa in una riunione del Consiglio dei Diritti Umani delle Nazioni Unite a Ginevra in relazione ai crimini sessuali sui minori, ha dichiarato che «nel clero cattolico solo tra l'1,5% e il 5% dei religiosi ha commesso atti di questo tipo».
La cifra del 4% è stata contestata anche dallo studioso Massimo Introvigne sulla base di uno studio indipendente (il John Jay Report) condotto dal John Jay College of Criminal Justice della City University of New York, che non è un'università cattolica ed è unanimemente riconosciuta come la più autorevole istituzione accademica degli Stati Uniti in materia di criminologia.
Nel 2009 è uscito in libro Atti impuri. La piaga dell'abuso sessuale nella chiesa cattolica che riporta cifre aggiornate sulla pedofilia nella Chiesa statunitense. Tra il 1950 e il 2004 si sono registrati undicimila casi documentati di abusi sessuali su minori i cui autori sono preti (vedi John Jay Report). Mediamente i preti diocesani implicati negli abusi sono il 4,3 per cento e in alcuni anni queste percentuali sono state particolarmente elevate: nel 1963, 1966, 1970 e nel 1974 si è arrivati all'otto per cento di predatori diocesani, fino al nove per cento del 1975. Nel libro si fanno anche delle estrapolazioni su quelli che possono essere i limiti del fenomeno pedofilia (abusi su minori) nella Chiesa e si stima che i casi sono stimabili in quaranta-sessantamila che farebbero salire il tasso dei preti abusanti a percentuali altissime.

### In Europa
Un'indagine condotta dall'OMS rivela che 18 000 000 (diciotto milioni) di minori in Europa siano stati vittime di abusi sessuali, con una netta prevalenza delle bambine rispetto ai bambini.

### In Italia
Secondo i dati raccolti da Telefono Azzurro e pubblicati nel Rapporto Nazionale sulla Condizione dell'Infanzia e dell'Adolescenza, quasi il 60% degli abusi su minori avviene in famiglia. Nel panorama internazionale emerge che in Francia e in Inghilterra i minorenni vittime di abuso sessuale sono molto più numerosi, ma ciò che preoccupa in Italia è il "sommerso": infatti è probabile che alcune situazioni di abuso non arrivino alla denuncia. Per il CENSIS, le cui cifre si basano sui dati ministeriali elaborati dal prof. Mastronardi, circa lo 0,07% dei casi di pedofilia in Italia riguarda il clero; questa è infatti la percentuale di sacerdoti italiani condannati per pedofilia in 50 anni, mentre nella società civile esistono invece 21 000 casi di pedofilia ogni anno (1 ogni 400 minori).
Per quanto riguarda i crimini più efferati, uno studio del Centro Aurora di Bologna (Centro Nazionale per i bambini scomparsi e sessualmente abusati) ha evidenziato che in Italia dal 2004 al 2007 sono scomparsi 3 399 minori, non ritrovati nel periodo considerato.

### Pedofilia on-line
Sono state individuate alcune caratteristiche proprie dei pedofili online che sembrano, almeno in parte, differenziarli rispetto agli altri pedofili:
- sesso maschile, etnia caucasica, appartenenti a differenti background socio-economici;
- età compresa tra i 18 e i 25 anni, più giovani dei pedofili “tradizionali”;
- generalmente non hanno commesso precedenti crimini sessuali.

Coloro che compiono tentativi di adescamento online:
- tendono ad evitare relazioni dirette, spendono la maggioranza del loro tempo in chat alla ricerca di contatti sociali/sessuali finalizzati ad un'immediata gratificazione sessuale;
- sono più empatici e in grado di entrare emotivamente in sintonia con la vittima;
- sono compulsivamente impegnati in attività sessuali.

Recenti ricerche hanno contribuito a definire due profili distinti: coloro che si limitano alla detenzione e allo scambio di materiale pedopornografico e coloro che, oltre a detenere questo materiale, cercano di coinvolgere bambini e adolescenti direttamente in atti sessuali.
All'interno di questo secondo profilo è stata individuata nello specifico la presenza di due sottogruppi:
- fantasy-driven: motivati a coinvolgere adolescenti in sesso virtuale senza richiesta di un incontro diretto;
- contact-driven: motivati ad intraprendere relazioni sessuali con adolescenti al di fuori della rete.

Secondo uno studio dell'Università di Lancashire (2003), sono ipotizzabili cinque fasi dell'adescamento online:
- Formazione dell'amicizia (Friendship forming stage);
- Formazione del rapporto di fiducia (Relationship forming stage):
- Valutazione del rischio (Risk assessment stage) di essere scoperto;
- Fase della relazione esclusiva (Exclusivity stage);
- Fase sessuale vera e propria (Sexual stage):

## Aspetti medici e psicologici

### La diagnosi
Secondo il DSM-5 i criteri diagnostici del disturbo pedofilico sono i seguenti:
- A. Eccitazione sessuale ricorrente e intensa, manifestata attraverso fantasie, desideri o comportamenti, per un periodo di tempo di almeno 6 mesi che comportano attività sessuale con un bambino in età prepuberale o con bambini (in genere sotto i 13 anni di età).
- B. L'individuo ha messo in atto questi desideri sessuali, oppure i desideri o le fantasie sessuali causano marcato disagio o difficoltà interpersonali.
- C. L'individuo ha almeno 16 anni di età ed è di almeno 5 anni maggiore del bambino o dei bambini di cui al Criterio A.
- Nota: Non comprende un individuo in tarda adolescenza[non chiaro] coinvolto in una relazione sessuale con un individuo di 12-13 anni[senza fonte]

Specificare quale:
- Tipo esclusivo (attratto solo dai bambini)
- Tipo non esclusivo

Specificare se:
- Attratto sessualmente da maschi
- Attratto sessualmente da femmine
- Attratto sessualmente da entrambi

Specificare se:
- Limitato all'incesto

Generalmente si parla di disturbo pedofilico se vengono rispettati tutti e tre i criteri (A, B e C), nel caso siano rispettati i criteri A e C ma non il Criterio B si parla di "interesse sessuale pedofilico" ovvero di una preferenza sessuale non patologica (parafilia).
La ninfolessia (conosciuta anche come "complesso di Lolita") viene considerata dall'APA Dictionary of Psychology come una forma di pedofilia.
L'efebofilia può essere distinta dalla pedofilia essendo una preferenza sessuale che riguarda gli adolescenti in età avanzata. (in genere individui a partire dai 15-16 anni d'età e nella media dell'età del consenso mondiale).
L'attrazione per bambini maschi risulta mediamente più resistente fra i child molester: il tasso di recidiva dei soggetti attratti da bambini è circa doppio di quelli attratti da bambine. Tali aspetti sono anche meglio dettagliati nell'ambito della psicopatologia sessuale dei Sexual Offender, vale a dire di quella categoria di persone che a motivo della loro compulsività sessuale rientrano nelle casistiche giudiziarie e attuano comportamenti che vengono riconosciuti come penalmente rilevanti
Il Tipo Indifferenziato inoltre sembra essere mediamente più grave del tipo differenziato.
D'altra parte, il criterio categoriale del DSM non considera l'aspetto dimensionale del disturbo: vale a dire che nell'ambito della stessa diagnosi esistono svariate manifestazioni di gravità della stessa che solamente un accurato esame della psicopatologia sessuale è in grado di definire con precisione
Dal punto di vista penalistico, il fatto che la rara ed eventuale presenza di una patologia mentale possa temporaneamente ridurre la capacità di intendere e di volere del reo, in particolare la capacità di inibire la pulsione sessuale verso il minore, non esclude la responsabilità derivante dalla condotta omissiva e negligente per non avere intrapreso per tempo i trattamenti psicologici e farmacologici preventivi verso un tipo di disturbo, che, in letteratura e nella sua stessa definizione clinica nel DSM, è preceduto da un crescendo di sintomi eccitatori e di disagio personale che, per intensità e durata nel tempo, è impossibile non siano avvertiti dal soggetto.

### Aspetti anatomici e funzionali del cervello
I progressi delle tecniche diagnostiche disponibili per la ricerca neuroscientifica hanno permesso di individuare alcune alterazioni strutturali e/o funzionali che si riscontrerebbero nel cervello di soggetti pedofili, con conseguenti effetti sull'orientamento e sul comportamento sessuale di queste persone:
- diminuzione del volume di materia grigia nei circuiti frontostriatali,[46] che si manifesta con un'incapacità di inibire comportamenti ripetitivi;
- riduzione della materia grigia nell'amigdala e nell'ipotalamo,[47] regioni cerebrali critiche per lo sviluppo sessuale;
- disinibizione sessuale a seguito di un deficit del lobo frontale o ipersessualità a seguito di deficit sottocorticali;[48]
- nel corso di stimolazione visiva con immagini di bambini nudi, aumento della risposta cerebrale in aree note per essere generalmente coinvolte nell'elaborazione di stimoli sessuali (in particolare, insula e giro cingolato). La risposta cerebrale dei pedofili davanti ai bambini nudi, è simile a quella degli adulti davanti a immagini di adulti nudi;[49]
- viceversa, nel corso di stimolazione visiva con immagini di adulti nudi, una ridotta attivazione in zone del cervello che di solito si attivano in soggetti non pedofili,[50] dato che rifletterebbe a livello cerebrale la mancanza di interesse sessuale verso gli adulti.

La numerosità dei campioni presi in considerazione, riferiti al 2015, non consente ancora di prevedere quanto queste alterazioni anatomiche e funzionali del cervello siano diffuse nella popolazione di pedofili per mettere a punto una diagnosi e cura preventiva, prima che si manifestino sintomi di eccitazione sessuale o atti di violenza nei confronti dei minori. La popolazione carceraria di pedofili è il campione più esteso a disposizione per un'indagine di questo tipo.
La presenza di alterazioni anatomiche e funzionali del cervello pone un potenziale problema sul piano penale, per la ridotta capacità di intendere e di volere (e inibire una pulsione sessuale), così come della responsabilità penalmente perseguibile di atti (consumo di alcune sostanze psicoattive che generano la perdita permanente di volume della massa grigia nel cervello, e quindi alle capacità di eccitazione e autocontrollo sessuale), ovvero omissioni (il rifiuto di sottoporsi a diagnosi e trattamenti psichiatrici e farmacologici non obbligatori e coattivi per legge), scelte che hanno poi un successivo effetto secondario sulla condotta del pedofilo, effetto noto e non trascurabile.
Dette alterazioni interessano aree del cervello che nel corso della vita dell'uomo comune possono subire modifiche anatomiche e funzionali. Sono quindi attribuibili in minima parte a fattori innati ed ereditari, e maggiormente a fattori ambientali, fra i quali in primo luogo una condotta libera e consapevole, che come altri atti finalizzati e ripetuti nel tempo, diviene poi naturalizzata e parte integrante del carattere dell'individuo.

### Eventuale terapia o trattamento
Il programma terapeutico si pone queste mete:
- il decremento dell'impulso sessuale rivolto al bambino mediante l'eliminazione di rinforzi positivi (la "cessazione di stimoli rinforzanti" del condizionamento operante) e tramite il controllo del turgore del pene;
- il decremento del coinvolgimento emozionale nei confronti del bambino;
- il miglioramento dei rapporti interpersonali con altri adulti;
- il decremento dell'ipersessualità.

La psicoterapia cognitivo-comportamentale è utile per interrompere i comportamenti parafilici appresi. Validi risultati si ottengono anche con la terapia di gruppo. Analogo alla castrazione chimica è il ricorso agli agonisti-GnRH (la flutamide, il casodex, la nilutamide). Qualora il disturbo sia contraddistinto da un'ipersessualità, si ricorre a un trattamento psicofarmacologico usando il ciproterone acetato (CPA) e il medrossiprogesterone acetato (MPA), con durata superiore anche ai quattro anni. Se la pedofilia è associata ad altri disturbi psichiatrici, si può intervenire con antidepressivi e antipsicotici.
Analizzando la letteratura scientifica sul tema, emerge che i trattamenti farmacologici e medici sono una frazione di quelli disponibili, e che quelli principalmente utilizzati sul panorama internazionale per gli autori di reati sessuali sono:
- castrazione chirurgica (attualmente in uso in Europa solo in Germania e in Repubblica Ceca; è una pratica irreversibile, recentemente criticata nel 2006 dal comitato europeo per la prevenzione della tortura del consiglio d'Europa)
- castrazione chimica (o terapia anti-androgena, utilizzata in USA, Canada ed Europa, ma non in Italia; è il trattamento più comune).
- approccio farmacologico combinato con psicoterapia cognitivo-comportamentale (poco utilizzata e non espressamente prevista negli ordinamenti penali): per prevenire la reiterazione di reati sessuali contro i minori da parte di soggetti che già li hanno commessi.

I risultati ottenuti relativamente all'efficacia di questi trattamenti, tuttavia, sono al momento discordanti tra loro.
A questo proposito, in Europa e negli USA gli esempi sono diversi: in Germania, il “Progetto Dunkelfeld” si serve di campagne mediatiche per pubblicizzare servizi di cura per persone che si auto-definiscono pedofili ma sentono di avere bisogno di aiuto. Nel Regno Unito, NSPCC (National Society for the Prevention of Cruelty to Children) ha predisposto un servizio telefonico che gli abusanti possono chiamare nel momento in cui temono di poter commettere nuovamente un reato sessuale verso un bambino, per avere consigli o assistenza immediata. Il servizio provvede ad informare immediatamente la polizia e i servizi sociali della chiamata in modo da garantire protezione al bambino prima che sia coinvolto. In Danimarca (brydcirklen.dk), è stato messo a punto un sito web rivolto ad adulti che riconoscono di avere un interesse sessuale verso i bambini descrivendone i differenti comportamenti e invitandoli a cercare aiuto psicologico, chiamando una linea telefonica dedicata, prima che commettano abusi.
Anche negli USA, le organizzazioni B4UACT24 (Before You Act) e VirPed (Virtous Pedophiles) promuovono servizi di aiuto e assistenza per soggetti (adulti e adolescenti) che riconoscono di essere sessualmente attratti da bambini.
La castrazione chimica è un trattamento farmacologico da ripetere a vita, perché la situazione si ripristina non appena il trattamento viene sospeso, anche dopo anni di trattamento. Il trattamento sanitario può essere condizionato alla sospensione della pena detentiva, ma chiaramente non può essere reso obbligatorio quando il reo ha estinto la pena e viene rimesso in libertà.

## Aspetti legali
La materia non è regolata da direttive o regolamenti a livello europeo, restando il diritto penale competenza esclusiva degli stati membri. Le linee guida sono indicate dalla convenzione del consiglio d'Europa per la protezione dei minori contro lo sfruttamento e l'abuso sessuale, firmata a Lanzarote il 25 ottobre 2007, non vincolante, recepita in Italia come L. n. 172 del 1 ottobre 2012.
Con dichiarazione stampa del 28 marzo 2014, la CEI ha ribadito che sussiste un obbligo morale di cooperare con le autorità, ma dal punto di vista del diritto canonico nessun obbligo di denuncia alle autorità civili e penali dei casi di pedofilia, perché non nell'ordinamento italiano l'obbligo è in capo ai soli pubblici ufficiali e non al cittadino comune e i membri delle gerarchie ecclesiastiche non rivestono la qualifica di pubblici ufficiali: l'obbligo di denuncia non vige né in capo agli autori del reato (cui non può essere imposto di autorità), né da parte di terzi che venissero a conoscenza dei fatti (confessori, membri del tribunale canonico, vescovi della diocesi in cui si è verificato il fatto, o in cui il sacerdote compie il suo ministero). Resta agli ordinamenti penali dei singoli stati la facoltà di imporre l'obbligo di denuncia per specifici reati, come quelli sessuali, estendendo l'obbligo a tutti i cittadini, compresi i sacerdoti delle diverse confessioni religiose.
Il diritto canonico in sé non prevede nessuna forma di cooperazione particolare fra le autorità religiose, a partire dall'obbligo di segnalazione o denuncia, e quelle civili o penali dello stato in cui avvengono i reati a sfondo sessuale.
La cittadinanza vaticana, riservata a specifici casi selezionati, non prevede l'istituto dell'estradizione.
Nell'ordinamento italiano, come nella quasi totalità delle altre nazioni, è punito con il carcere il compimento di atti sessuali su persone che non hanno raggiunto l'età del consenso.

### L'attendibilità delle testimonianze infantili
In Italia è stato messo a punto un protocollo realizzato dalla collaborazione interdisciplinare tra avvocati, magistrati, psicologi, psichiatri, criminologi e medici legali dopo il convegno "Abuso sessuale sui minori e processo penale", tenutosi a Noto il 9 giugno 1996. Questo documento chiamato appunto Carta di Noto, aggiornato il 7 luglio 2002, prescrive la prassi da seguire nel ricevere la testimonianza del bambino o della bambina.
La Corte Costituzionale ha più volte ribadito che le direttive contenute nella "Carta di Noto" rappresentano delle mere indicazioni metodologiche non tassative, con la conseguenza che l'eventuale inosservanza di dette prescrizioni non comporta la nullità dell'esame.
Il successivo Protocollo di Venezia del 21 gennaio 2004 stabilisce che i casi di abuso minorili siano procedibili anche in presenza di una notizia di reato «indiretta, lacunosa, anonima, poco circostanziata».

#### Le fantasie infantili secondo Freud
In psicologia, è noto che una persona può avere un ricordo molto vivo e dettagliato di eventi, che sinceramente crede che siano accaduti, ma che non si sono mai verificati in realtà. Perciò, anche se la testimonianza proviene da un bambino, che non può avere interesse a testimoniare il falso, le indagini devono trovare riscontri probatori oggettivi, per non fondare la pubblica accusa solo sulla base di testimonianze oculari.
Le accuse di pedofilia talora rivolte da bambini minorenni nei confronti dei genitori potrebbero rientrare in «sogni a occhi aperti», che sono un appagamento compensativo nell'immaginazione di desideri che il bambino avverte come pericolosi, reprime e tende a dimenticare. La soddisfazione avviene in un modo semplice, producendo un ricordo che è identico a quello che si sarebbe voluto che accadesse nella realtà. Quando la personalità diviene più forte, nell'adulto, la compensazione e rimozione divengono più capaci di soddisfare un desiderio in modo diverso dalla volontà iniziale, ma con azioni nella vita reale, senza forzare la memoria e i ricordi.
La tesi di Sigmund Freud e della figlia Anna (che parlò più esplicitamente di queste fantasie infantili) è stata a volte portata come prova nei tribunali per smentire accuse di pedofilia. Tuttavia la loro tesi è stata oggetto della più feroce critica da parte di Jeffrey Moussaieff Masson, che durante i primi anni ottanta era direttore dei Freud Archives:
Presunti abusi infantili sono anche riemersi nella memoria di migliaia di pazienti adulti sottoposti a psicoterapia o altre cure analoghe, determinando un vivace dibattito scientifico sulla loro attendibilità e un seguito di contenziosi legali.

### Da oggetti a soggetti
Secondo alcuni studi, una rilevante percentuale dei condannati per pedofilia ha a sua volta subito abusi durante l'infanzia. «È stato osservato che i bambini che erano stati oggetto di attenzioni pedofiliche mostrano da adulti un comportamento analogo con maggior frequenza rispetto alla popolazione generale.»
Freud affermò che i traumi infantili in generale sono inguaribili e lasciano ferite che non rimarginano più e che provocano, negli adulti con una storia di abusi nella loro infanzia, una molteplicità di fenomeni a carico della sfera emotiva, relazionale, sociale, comportamentale di varia profondità.
Tale fatto determina due elementi di rilievo per la legislazione in materia: da un lato evidenzia la gravità del danno subito dal bambino (e quindi della colpa del reo), dall'altro lascia intuire la difficoltà di stabilire capacità di intendere e di volere del reo, in quanto è possibile che sia affetto da turbe psichiche (o raptus improvvisi) a causa di violenze pregresse subite nell'infanzia.
D'altra parte la complessità del problema emerge chiaramente in ambito clinico a fronte delle difficoltà nelle quali si vengono a trovare i professionisti (psichiatri e psicologi) che trattano le persone affette da pedofilia.

### La pedofilia femminile
Sebbene gran parte dei pedofili sia di sesso maschile, una percentuale stimata almeno al 4% da un rapporto dell'FBI del luglio 2000 è rappresentata da adulti di sesso femminile.
Attualmente, non è chiaro se la pedofilia al femminile sia un fenomeno effettivamente raro rispetto a quella maschile o se sia invece sottostimato. Le ricerche a nostra disposizione, relative al più ampio
tema degli abusi sessuali, suggeriscono che, sebbene le donne rappresentino un campione estremamente eterogeneo, alcuni fattori di rischio aiutano a definire un particolare profilo:
- prediligono generalmente bambini piccoli di sesso maschile che conoscono bene;
- tendono ad essere più giovani dei pedofili maschi (22-33 anni);
- come per i pedofili maschi, spesso sono state vittime di abusi e maltrattamenti in età infantile e tendono a presentare altri disturbi, come depressione, abuso di sostanze e, frequentemente, disturbi di personalità;
- hanno difficoltà nelle relazioni intime con coetanei;
- hanno bassa autostima, scarsa capacità di gestione della rabbia;
- hanno paura di essere abbandonate e mostrano difficoltà emozionali come una limitata empatia;
- spesso agiscono insieme a uomini; in questi casi, in genere, è coinvolto più di un bambino.

Sulla base dell'osservazione clinica, alcuni studiosi hanno cercato di delineare alcune tipologie di donne che commettono abusi sessuali:
- costrette da un uomo: si tratta di donne che tendono ad essere passive e dipendenti da uomini con i quali hanno una relazione e che compiono molestie contro bambini; queste donne presentano difficoltà relazionali, storie di abusi e paura di essere abbandonate; più frequentemente commettono abusi sui propri figli.
- predisposte: hanno difficoltà psicologiche e fantasie sessuali devianti, manifestando un vero e proprio interesse pedofilo. Generalmente agiscono da sole e scelgono le vittime tra i propri figli o i bambini della famiglia. Quando rivolgono la loro attenzione a bambini estranei, generalmente prima ottengono la fiducia dei loro genitori (es. proponendosi come baby sitter), cercando poi di rimanere da sole con loro.
- insegnante/amante: queste donne presentano difficoltà nelle relazioni con i coetanei ed iniziano una relazione di “mentoring” romantico/sessuale con un adolescente, spesso ritenendo che i loro sentimenti siano ricambiati. Difficilmente riconoscono che questo comportamento costituisce un reato (seppur di minore gravità rispetto ai casi precedenti).

## Alcune questioni aperte

### La prescrizione del reato
Nell'ordinamento penale italiano, il reato di pedofilia (o per essere accurati di abuso su minore a sfondo pedofilo, in quanto la pedofilia è un termine medico-psichiatrico ed è determinata dalla mera attrazione) si estingue e non è più perseguibile dopo 10 anni dal fatto. La norma è oggetto di dibattito tenuto conto dell'età media delle vittime e dei tempi per la presa di coscienza degli abusi subiti, oltre alla gravità del danno che potrebbe giustificare da sola l'assenza di qualsiasi prescrizione.
A ciò si aggiunge che, senza un'iniziativa penale dei familiari del minore o di ufficio, la legge in questo modo esclude dalla tutela giurisdizionale proprio le vittime precoci fino a otto anni di età, che vedono decorrere i 10 anni di prescrizione prima ancora di avere raggiunto la maggiore età e il diritto ad agire autonomamente in giudizio.

### Tutela del minore e privacy del pedofilo

#### USA
Negli USA è in vigore la cosiddetta "Legge Megan", che prende il nome da Megan Kanka, bimba di sette anni rapita, violentata e uccisa nel 1994 da un vicino di casa pluripregiudicato per reati sessuali su minori. La legge prevede che chiunque venga condannato per qualsiasi genere di reato a sfondo sessuale perda essenzialmente ogni diritto alla privacy per un periodo variabile, da un minimo di 10 anni dalla data del rilascio fino a tutta la vita, con l'obbligo di registrare presso le Forze dell'ordine il proprio domicilio e i propri spostamenti, il divieto assoluto di frequentare, o risiedere nelle vicinanze di luoghi abitualmente frequentati da minori o dal genere di persona normalmente bersaglio dei propri crimini, e in taluni casi l'affissione di tali dati in un registro pubblicamente consultabile; alcune municipalità statunitensi offrono la possibilità a chiunque di accedere a tali dati tramite appositi siti Internet.
La legge 18 U.S. Code § 2258A (-Reporting requirements of electronic communication service providers and remote computing service providers) impone agli Internet Service Provider di segnalare casi sospetti di pedofilia al CyberTipline, sistema centralizzato nazionale per la reportistica su casi sospetti di abuso sessuale su minori, gestito dal National Center for Missing and Exploited Children.
La legge non impone nello specifico una scansione delle immagini inviate all'interno o in allegato alle e-mail, come opera ad esempio Google sugli utenti Gmail.

#### Regno Unito
Come l'UK's National Crime Squad, diversi paesi hanno dotato le forze dell'ordine di database con le immagini di siti pedopornografici, foto e dati biometrici di vittime e protagonisti dei reati a sfondo sessuale. Appositi programmi sono in grado di incrociare i dati, "scandire" le foto e riconoscere al loro interno quelle di un pedofilo o presunto tale.

#### Unione europea
La materia di abuso e sfruttamento dei minori, pornografia infantile o minorile sono regolate dalla direttiva 2011/93/UE.
La convenzione di Lanzarote, inapplicata in questo punto dalla maggior parte degli stati membri, già nel 2007 prevedeva la registrazione e alla conservazione dei dati relativi all'identità, nel rispetto della privacy e ad uso interno, nonché al profilo genetico (DNA) delle persone condannate per reati sessuali, affidati ad un'unica autorità nazionale che doveva interfacciarsi con le altre autorità degli stati membri. Non si pronuncia, invece, per un equivalente UE alla legge Megan statunitense, ovvero in merito alla pubblicazione di nomi e foto di condannati in un database consultabile pubblicamente da chiunque.

#### Dibattito
Un'ampia parte dell'opinione pubblica USA sostiene la legge Megan, basandosi sul fatto che i predatori sessuali tendono a un alto grado di recidiva; tuttavia alcuni Stati e comunità ancora rifiutano di applicarla, sulla base del fatto che interessa persone che hanno pagato il loro debito con la società scontando una pena detentiva, e che la violazione della loro privacy può mettere essi e le loro famiglie in pericolo di ritorsioni.
Un'altra argomentazione è che non solo per la pedofilia, ma per i reati contro la persona e il patrimonio negli ordinamenti penali generalmente chiunque può ottenere un documento che riporta la situazione penale di un altro cittadino, così come evidenza delle singole sentenze di condanna, salvo eccezioni espressamente previste dalla legge con istituti equivalenti alla beneficio della non-menzione. Come la sospensione della pena detentiva durante la sua esecuzione, così al termine dell'estinzione della pena, un beneficio della non-menzione, sempre revocabile, può essere un efficace incentivo a proseguire, e parimenti un deterrente a non interrompere, trattamenti farmacologici, quali la castrazione chimica, che non possono essere resi coattivi su una persona rimessa in libertà, e devono essere ripetuti a vita, dato che una loro interruzione, seppur graduale e dopo anni di trattamento, ripristina in breve tempo la situazione di disordine psichiatrico che può indurre alla reiterazione del reato sessuale.

### Rapporti fra uno Stato e una Chiesa o un'associazione
Con dichiarazione stampa del 28 marzo 2014, la CEI ha ribadito che sussiste un obbligo morale di cooperare con le autorità, ma dal punto di vista del diritto canonico nessun obbligo di denuncia alle autorità civili e penali dei casi di pedofilia, perché non nell'ordinamento italiano l'obbligo è in capo ai soli pubblici ufficiali e non al cittadino comune e i membri delle gerarchie ecclesiastiche non rivestono la qualifica di pubblici ufficiali: l'obbligo di denuncia non vige né in capo agli autori del reato (cui non può essere imposto di autorità), né da parte di terzi che venissero a conoscenza dei fatti (confessori, membri del tribunale canonico, vescovi della diocesi in cui si è verificato il fatto, o in cui il sacerdote compie il suo ministero). Resta agli ordinamenti penali dei singoli Stati la facoltà di imporre l'obbligo di denuncia per specifici reati, come quelli sessuali, estendendo l'obbligo a tutti i cittadini, compresi i sacerdoti delle diverse confessioni religiose.
Il diritto canonico in sé non prevede nessuna forma di cooperazione particolare fra le autorità religiose, a partire dall'obbligo di segnalazione o denuncia, e quelle civili o penali dello stato in cui avvengono i reati a sfondo sessuale.
La cittadinanza vaticana, riservata a specifici casi selezionati, non prevede l'istituto dell'estradizione.
Il rapporto fra l'ordinamento giuridico della chiesa cattolica, il diritto canonico, e il diritto penale degli stati laici è cosa molto differente dal rapporto fra le legislazioni di stati diversi, sopra descritto. Il diritto canonico regolamenta l'agire dei fedeli, mentre il codice penale ha a che vedere solo con i reati. Per lo più i reati sono anche peccati, e nel caso della pedofilia peccati gravissimi, ma si tratta di cose concettualmente diverse.
È indispensabile non confondere sul piano giuridico la chiesa cattolica con il Vaticano. La chiesa è una comunità internazionale (articolata in chiese nazionali) retta da una "costituzione" (il diritto canonico, appunto), che gioca un ruolo identico a quello svolto dallo statuto di qualunque associazione. La Città del Vaticano, invece, è uno stato, dotata di un territorio e di un proprio sistema legislativo e in quanto tale ha in comune con la chiesa cattolica solo il fatto di essere guidato dal Papa e nulla più. Ai cittadini dello stato del Vaticano è applicato il codice penale Zanardelli del 1889, tuttora vigente: il codice non prevede il reato di pedofilia, ma punisce la «corruzione mediante atti di libidine» (art. 335) fino a 30 mesi di reclusione, e le «lesioni personali gravi» incluso il danno psicologico (art. 372) con la reclusione da uno a cinque anni: quindi, con questi capi di imputazione, i chierici che compiono atti di pedofilia, rischiano pene che complessivamente arrivano fino a nove anni di reclusione. Inoltre, la legge VIII emanata dal pontefice nel luglio 2013, la detenzione del materiale pedopornografico, a prescindere dalla sua effettiva fruizione, con l'aggravante dell'ingente quantità, è punita con la reclusione fino a 24 mesi.
Come tutte le comunità, la chiesa ha stabilito anche delle regole per sospendere o escludere i membri indegni e dei tribunali per applicare queste norme (in un'associazione è il collegio dei probiviri). Chi abbia commesso un grave crimine, come ad esempio la pedofilia, sarà sottoposto dallo stato (o dagli stati) competente a processo penale.
Nella chiesa cattolica la repressione dei crimini contro sacramenti e contro la morale, fra cui la pedofilia, è regolata dalla De Delictis Gravioribus, che ha sostituito nel 2001 la Crimen Sollicitationis a seguito della riforma del codice di diritto canonico.
Già la Crimen sollicitationis equiparava la pedofilia, dal punto di vista penale, ai casi più gravi di molestie sessuali durante il sacramento della penitenza (§73); per questi reati è prevista la pena massima possibile, cioè la riduzione allo stato laicale (§).
È previsto l'insediamento nella diocesi interessata di un tribunale ad hoc presieduto dal vescovo e composto di soli sacerdoti esperti di diritto canonico (non di avvocati rotali laici). Le sedute sono a porte chiuse e gli atti del processo secretati, data la natura infamante delle accuse. L'eventuale verdetto di condanna, però, è ampiamente diffuso per consentire l'implementazione delle pene (sospensione a divinis, scomunica, ecc.). Il secondo grado di appello è presso la congregazione per la dottrina della fede a Roma.
Con motu proprio del 4 giugno 2016, papa Francesco ha stabilito un dettato di cinque articoli secondo il quale che «la negligenza grave rispetto ai casi di abusi sessuali compiuti su minori ed adulti vulnerabili», sìa motivo per la rimozione dall'ufficio ecclesiastico di vescovi, eparchi o superiori maggiori, come stabiliva il Motu Proprio di Giovanni Paolo II, Sacramentorum Sanctitatis Tutela, aggiornato da Benedetto XVI. Con la nuova norma il vescovo può essere «legittimamente rimosso dal suo incarico, se abbia, per negligenza, posto od omesso atti che abbiano provocato un danno grave ad altri», che può essere «fisico, morale, spirituale o patrimoniale». Spetta al pontefice la decisione finale di rimozione, dopo l'istruttoria condotta dalle congregazioni competenti, che per atti di negligenza nell'ufficio sono: vescovi; evangelizzazione dei popoli; chiese orientali; Istituti di vita consacrata e soc. vita apostolica; la congregazione per la dottrina della fede ha invece competenza per delitti di abuso.
Il tribunale ecclesiastico, data la sua natura e finalità, non ha autorità per chiedere al colpevole di costituirsi presso le autorità civili e subire anche un processo da parte dello stato, né a membri del tribunale o a testimoni oculari di denunciare il fatto.
Resta naturalmente per tutti l'obbligo morale grave di fare tutto quanto è possibile per impedire che eventuali atti di pedofilia vengano ripetuti. Perciò i dettami del "diritto divino naturale" (uno dei fondamenti del diritto canonico) comportano l'obbligo perentorio di denunciare il presunto reo alle istituzioni ecclesiali. Lo stesso obbligo morale sussiste implicitamente verso i tribunali civili, fatte salve le notizie coperte da segreto pontificio (cioè quelle acquisite dalle udienze del processo: ad esempio un'eventuale confessione del reo), che sono coperte dal segreto del confessionale, e fatto salvo il diritto di autotutela di vittime e testimoni, spesso riluttanti a procedere a denunce penali.
Gli Stati laici riconoscono sia l'autonomia del diritto canonico sia la legittimità del segreto del confessionale. Ovviamente gli stessi sacerdoti o vescovi, se esecutori di atti penalmente rilevanti, sono assoggettati come chiunque al giudizio delle corti statali, secondo quanto è previsto dall'ordinamento giuridico di ogni nazione.

## Casi celebri

### Nella Chiesa cattolica
Per decenni nella chiesa cattolica sono avvenuti numerosi casi di pedofilia ad opera di sacerdoti, spesso coperti dall'omertà di alcuni vescovi negli Stati Uniti ed in Europa, allo scandalo di enormi proporzioni ha cercato di porre fine papa Benedetto XVI con una serie di dichiarazioni di condanna:
- Ottobre 2006, Irlanda, uno dei paesi più colpiti: il pontefice parla di «enormi crimini» di fronte ai quali «è urgente adottare misure perché non si ripetano» e tra questa misure indica la necessità di «garantire che i principi di giustizia siano pienamente rispettati».[68]
- Aprile 2008, Usa: esprime «profonda vergogna»[69] e, su iniziativa del cardinale di Boston, riceve cinque «vittime».
- 19 luglio 2008, giornata mondiale della gioventù, Sydney: «Le vittime devono ricevere compassione e cura e i responsabili di questi mali devono essere portati davanti alla giustizia.» Oltre a questa nuova dichiarazione, ribadisce l'invito a: «riconoscere la vergogna che tutti abbiamo sentito a seguito degli abusi sessuali sui minori da parte di alcuni sacerdoti o religiosi di questa nazione. Sono profondamente dispiaciuto per il dolore e la sofferenza che le vittime hanno sopportato e assicuro che, come i loro pastori, anche io condivido la loro sofferenza».[70] Come ultimo gesto prima di lasciare l'Australia a conclusione della 23ª giornata mondiale della gioventù, Benedetto XVI ha incontrato un gruppo rappresentativo (due uomini e due donne) di coloro che hanno subito abusi sessuali da parte del clero.
- 14 marzo 2010: Mons. Giuseppe Versaldi commenta lo scandalo degli abusi sui minori.[71]

### Nell'Islam
Il profeta e fondatore dell'Islam, Maometto, secondo molteplici ḥadīth, sposò una bambina di nome ʿĀʾisha o Aisha quando questa aveva appena 6 anni di età, ed ebbe rapporti sessuali con lei una volta compiuti i 9 anni di età.

### Nella BBC
Nel 2011 alla morte del celebre conduttore di programmi per bambini Jimmy Savile, emersero i retroscena di pedofilia del filantropo, che per decenni approfittò di centinaia di ragazzine agevolato dalla sua fama e potere, che lo protesse dalle indagini interne alla BBC.

## Casi in letteratura
- Katia Pringsheim racconta nelle sue memorie[78] che durante il viaggio a Venezia d'ispirazione per il celeberrimo romanzo breve, un ragazzo di tredici anni rapì l'attenzione di suo marito, il quale lo seguiva con lo sguardo sulla spiaggia, e pare allignasse nei suoi pensieri anche quando non c'era.[79]
- Vladimir Nabokov nel suo romanzo, intitolato Lolita, racconta la storia di Humbert Humbert, un uomo che provava un'attrazione fatale nei confronti delle cosiddette "ninfette", ragazzine dall'età compresa fra i nove e i dodici anni. La storia del suo innamoramento verso Lolita è al contempo affascinante e inquietante.
- Paterno (film) racconta delle traversie che coinvolsero l'allenatore di football Joe Paterno in seguito alle violenze sessuali che il suo vice Jerry Sandusky infliggeva ai ragazzini.

## L'esperimento Kentler
Dal 1969 al 2003 il sessuologo, scrittore e professore universitario Helmut Kentler (Colonia, 1928 - Hannover, 2008) dell’università di Hannover, nella Germania Ovest diede vita al cosiddetto "Esperimento Kentler" che consisteva nell'affidare alcuni bambini generalmente orfani e indigenti a una rete di pedofili. Nel 1979 è stata aperta un’indagine su Kentler dopo la segnalazione di un assistente sociale. Nel 2015 partirono ricerche sugli abusi a danno dei bambini da parte dei pedofili affidatari. Secondo uno studio dell’università di Hildesheim del 2020 Kentler si vantava di essere riuscito ad “ottenere il supporto del responsabile delle autorità locali”. Alcune vittime hanno infine ricevuto le scuse del Senato e un risarcimento dei danni.